# Trichodactylidae
Los tricodactílidos (Trichodactylidae) son una familia de crustáceos decápodos del infraorden Brachyura que habita en aguas dulces de Sudamérica y Centroamérica a menos de 300 m de altitud.

## Géneros
- Subfamilia Dilocarcininae
  - Botiella
  - Dilocarcinus
  - Forsteria
  - Fredilocarcinus
  - Goyazana
  - Melocarcinus
  - Moreirocarcinus
  - Poppiana
  - Rotundovaldivia
  - Sylviocarcinus
  - Valdivia
  - Zilchiopsis
- Subfamilia Trichodactylinae
  - Avotrichodactylus
  - Rodriguezia
  - Trichodactylus